# Maldición de la novena sinfonía

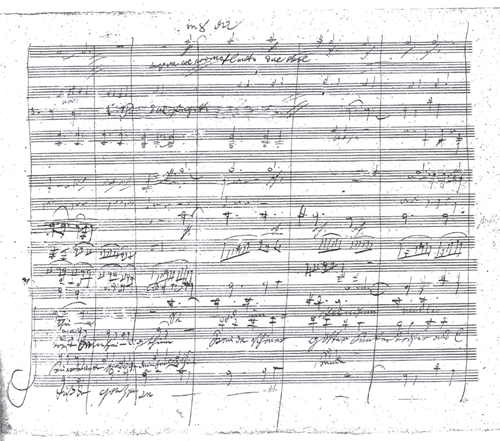
Partitura del Cuarto Movimiento de la Novena Sinfonía de Beethoven, escrita a mano.

La maldición de la novena sinfonía es una superstición según la cual cualquier compositor de sinfonías, a partir de Ludwig van Beethoven, moriría poco tiempo después de escribir su novena sinfonía.
Los ejemplos más notorios de compositores que habrían sido afectados por esta son, además del mismo Beethoven, Franz Schubert, Antonín Dvořák, Anton Bruckner, Gustav Mahler, Ralph Vaughan Williams, Aleksandr Glazunov, Egon Wellesz, Kurt Atterberg y Roger Sessions. Sin embargo, en muchos casos son errores o simplificaciones excesivas; por ejemplo, Schubert sólo compuso siete sinfonías o Dvořák sólo publicó cinco sinfonías en vida y dispone de nueve publicadas mucho después de su muerte a partir de partituras incompletas.
Asimismo, existe la intención en célebres músicos, tal como el propio Dvořák o Hans Richter, de componer y publicar nueve sinfonías en vida como constatación de la plenitud del desarrollo de su carrera.
Se dice que Dmitri Shostakovich "rompe" la maldición pues llegó a componer hasta quince. Siendo supersticioso tomó medidas para que no le afectara la supuesta maldición, como componer su satírica y burlesca novena sinfonía.